# Cseh férfi kézilabda-válogatott
A cseh férfi kézilabda-válogatott Csehország nemzeti csapata, melyet a Cseh Kézilabda-szövetség (csehül:Český svaz házené) irányít.
Csehszlovákia felbomlásig a Csehszlovák férfi kézilabda-válogatott öt alkalommal is világbajnoki dobogón állhatott 1954 és 1993 között.
Az újjáalakulást követően először az 1994-es Európa-bajnokságra juthattak volna ki, de Szlovénia ellen alulmaradtak a selejtezőben.

## Eredmények nemzetközi tornákon
A válogatott legjobb eredményei: 8. hely az 1995-ös világbajnokságon és egy 6. hely az 1996-os Európa-bajnokságon és a 2018-as Európa-bajnokságon.